# Primera División de Chipre 2021-22
La Primera División de Chipre 2021-22 fue la 83.ª edición de la Primera División de Chipre, el máximo evento del fútbol profesional. La temporada comenzó el 21 de agosto de 2021 y terminó el 15 de mayo de 2022.

## Ascensos y descensos
| Pos. | de la Primera División de Chipre 2020-21 |
| ---- | ---------------------------------------- |
| 11.º | Nea Salamina Famagusta                   |
| 12.º | Ermis Aradippou                          |
| 13.º | Enosis Neon Paralimni                    |
| 14.º | Karmiotissa Polemidion                   |

| Pos. | de Segunda División de Chipre 2020-21 |
| ---- | ------------------------------------- |
| 1.º  | PAEEK FC                              |
| 2.º  | Aris Limassol                         |

## Sistema de competición
Los doce equipos participantes jugaron entre sí todos contra todos dos veces totalizando 22 partidos cada uno, al término de la fecha 22 los seis primeros clasificados pasaron a integrar el Grupo campeonato, los seis últimos clasificados integraron el Grupo descenso.

## Equipos participantes
| Club                 | Ciudad    | Estadio                      | Capacidad |
| -------------------- | --------- | ---------------------------- | --------- |
| AEK Larnaca          | Larnaca   | AEK Arena                    | 7.400     |
| AEL Limassol         | Limassol  | Estadio Tsirio               | 13.331    |
| Anorthosis Famagusta | Larnaca   | Estadio Antonis Papadopoulos | 10.230    |
| APOEL Nicosia        | Nicosia   | Estadio GSP                  | 22.859    |
| Apollon Limassol     | Limassol  | Estadio Tsirio               | 13.331    |
| Aris Limassol        | Limassol  | Estadio Tsirio               | 13.331    |
| Doxa Katokopias      | Katokopia | Estadio Ammochostos          | 5.500     |
| Ethnikos Achnas      | Achna     | Estadio Dasaki               | 7.000     |
| PAEEK                | Kyrenia   | Keryneia Epistrophi          | 2.000     |
| Olympiakos Nicosia   | Nicosia   | Estadio Makario              | 16.000    |
| Omonia Nicosia       | Nicosia   | GSP Stadium                  | 22.859    |
| Pafos                | Pafos     | Estadio Pafiako              | 9.394     |

## Clasificación

### Tabla de posiciones
| Pos. | Equipo               | Pts. | PJ | G  | E  | P  | GF | GC | Dif. | Clasificación 2021–22 |
| ---- | -------------------- | ---- | -- | -- | -- | -- | -- | -- | ---- | --------------------- |
| 1    | Apollon Limassol     | 46   | 22 | 14 | 4  | 4  | 37 | 21 | +16  | Grupo Campeonato      |
| 2    | AEK Larnaca          | 39   | 22 | 10 | 9  | 3  | 31 | 17 | +14  | Grupo Campeonato      |
| 3    | APOEL Nicosia        | 39   | 22 | 11 | 6  | 5  | 35 | 25 | +10  | Grupo Campeonato      |
| 4    | Anorthosis Famagusta | 38   | 22 | 11 | 5  | 6  | 36 | 26 | +10  | Grupo Campeonato      |
| 5    | Aris Limassol        | 36   | 22 | 10 | 6  | 6  | 23 | 20 | +3   | Grupo Campeonato      |
| 6    | Pafos                | 34   | 22 | 8  | 10 | 4  | 27 | 19 | +8   | Grupo Campeonato      |
| 7    | Omonia Nicosia       | 31   | 22 | 9  | 4  | 9  | 25 | 25 | 0    | Grupo Descenso        |
| 8    | AEL Limassol         | 25   | 22 | 7  | 4  | 11 | 26 | 28 | −2   | Grupo Descenso        |
| 9    | Doxa Katokopias      | 22   | 22 | 5  | 7  | 10 | 18 | 30 | −12  | Grupo Descenso        |
| 10   | Olympiakos Nicosia   | 22   | 22 | 5  | 7  | 10 | 14 | 23 | −9   | Grupo Descenso        |
| 11   | PAEEK                | 15   | 22 | 3  | 6  | 13 | 17 | 35 | −18  | Grupo Descenso        |
| 12   | Ethnikos Achnas      | 13   | 22 | 3  | 4  | 15 | 13 | 33 | −20  | Grupo Descenso        |

Actualizado a los partidos jugados el 27 de febrero de 2022.
 Fuente: Soccerway

## Ronda por el campeonato
| Pos. | Equipo               | Pts. | PJ | G  | E  | P | GF | GC | Dif. | Clasificación 2021–22                       |
| ---- | -------------------- | ---- | -- | -- | -- | - | -- | -- | ---- | ------------------------------------------- |
| 1    | Apollon Limassol (C) | 58   | 32 | 16 | 10 | 6 | 50 | 33 | +17  | Tercera ronda de la Liga de Campeones       |
| 2    | AEK Larnaca          | 54   | 32 | 14 | 12 | 6 | 44 | 29 | +15  | Segunda ronda de la Liga de Campeones       |
| 3    | APOEL Nicosia        | 52   | 32 | 14 | 10 | 8 | 48 | 41 | +7   | Segunda ronda de la Liga Europa Conferencia |
| 4    | Aris Limassol        | 50   | 32 | 13 | 11 | 8 | 37 | 32 | +5   | Segunda ronda de la Liga Europa Conferencia |
| 5    | Anorthosis Famagusta | 49   | 32 | 13 | 10 | 9 | 48 | 40 | +8   |                                             |
| 6    | Pafos                | 46   | 32 | 11 | 13 | 8 | 39 | 30 | +9   |                                             |

 Fuente: 

### Evolución de la clasificación
| Jornada              | 23 | 24 | 25 | 26 | 27 | 28 | 29 | 30 | 31 | 32 |
| Equipo               |    |    |    |    |    |    |    |    |    |    |
| -------------------- | -- | -- | -- | -- | -- | -- | -- | -- | -- | -- |
| Apollon Limassol     | 1  | 1  | 1  | 1  | 1  | 1  | 1  | 1  | 1  | 1  |
| AEK Larnaca          | 2  | 3  | 4  | 5  | 5  | 3  | 3  | 3  | 3  | 2  |
| APOEL Nicosia        | 3  | 2  | 2  | 2  | 2  | 2  | 2  | 2  | 2  | 3  |
| Aris Limassol        | 5  | 4  | 3  | 3  | 3  | 4  | 4  | 5  | 5  | 4  |
| Anorthosis Famagusta | 4  | 5  | 5  | 4  | 4  | 5  | 5  | 4  | 4  | 5  |
| Pafos                | 6  | 6  | 6  | 6  | 6  | 6  | 6  | 6  | 6  | 6  |

## Ronda por la permanencia
| Pos. | Equipo              | Pts. | PJ | G  | E  | P  | GF | GC | Dif. | Clasificación 2022-23                         |
| ---- | ------------------- | ---- | -- | -- | -- | -- | -- | -- | ---- | --------------------------------------------- |
| 1    | Omonia Nicosia      | 50   | 32 | 14 | 8  | 10 | 44 | 38 | +6   | Ronda de Play-Off de la Liga Europa 2022-23   |
| 2    | AEL Limassol        | 47   | 32 | 14 | 5  | 13 | 43 | 39 | +4   |                                               |
| 3    | Olympiakos Nicosia  | 40   | 32 | 10 | 10 | 12 | 30 | 31 | −1   |                                               |
| 4    | Doxa Katokopias     | 32   | 32 | 7  | 11 | 14 | 27 | 41 | −14  |                                               |
| 5    | Ethnikos Achnas (D) | 23   | 32 | 5  | 8  | 19 | 21 | 41 | −20  | Descenso a Segunda División de Chipre 2022-23 |
| 6    | PAEEK (D)           | 17   | 32 | 3  | 8  | 21 | 25 | 61 | −36  | Descenso a Segunda División de Chipre 2022-23 |

 Fuente: 

### Evolución de la clasificación
| Jornada            | 23  | 24  | 25  | 26  | 27  | 28  | 29 | 30 | 31 | 32 |
| Equipo             |     |     |     |     |     |     |    |    |    |    |
| ------------------ | --- | --- | --- | --- | --- | --- | -- | -- | -- | -- |
| Omonia Nicosia     | 7*  | 7*  | 7*  | 7*  | 8*  | 8*  | 7  | 7  | 7  | 7  |
| AEL Limassol       | 8   | 8   | 8   | 8   | 7   | 7   | 8  | 8  | 8  | 8  |
| Olympiakos Nicosia | 9   | 10  | 9   | 9   | 9   | 9   | 9  | 9  | 9  | 9  |
| Doxa Katokopias    | 10  | 9   | 10  | 10  | 10  | 10  | 10 | 10 | 10 | 10 |
| Ethnikos Achnas    | 12* | 11* | 11* | 11* | 11* | 11* | 11 | 11 | 11 | 11 |
| PAEEK              | 11  | 12  | 12  | 12  | 12  | 12  | 12 | 12 | 12 | 12 |

(*) El equipo tuvo un partido pendiente en esa jornada